# Zazie in der Metro
Zazie in der Metro (französisch: Zazie dans le métro) ist ein Roman des französischen Schriftstellers Raymond Queneau. Er wurde erstmals 1959 bei Éditions Gallimard veröffentlicht. Die erste deutsche Übersetzung von Eugen Helmlé erschien 1960 bei Suhrkamp. 2019 brachte der Verlag eine Neuübersetzung von Frank Heibert heraus.
Die Titelheldin des Romans, das Mädchen Zazie, verbringt ein Wochenende bei ihrem Onkel in Paris und gerät in einen Strudel von immer absurderen Ereignissen. Zur titelgebenden Fahrt Zazies in der Pariser Metro kommt es erst am Ende des Romans: Sie wird von dem Mädchen verschlafen. Kennzeichnend für den Roman sind Wortwitz, zahlreiche Zitate und Anspielungen sowie das Nebeneinander verschiedener Sprachstile; insbesondere ragen Queneaus der Umgangssprache nachempfundene Wortschöpfungen heraus. Zazie in der Metro wurde zum Bestseller, der gleichermaßen beim Publikum wie bei der Kritik erfolgreich war, und blieb Queneaus bekanntestes Werk. Die Verfilmung von Louis Malle aus dem Jahr 1960 kam in Deutschland unter dem Titel Zazie in die Kinos.

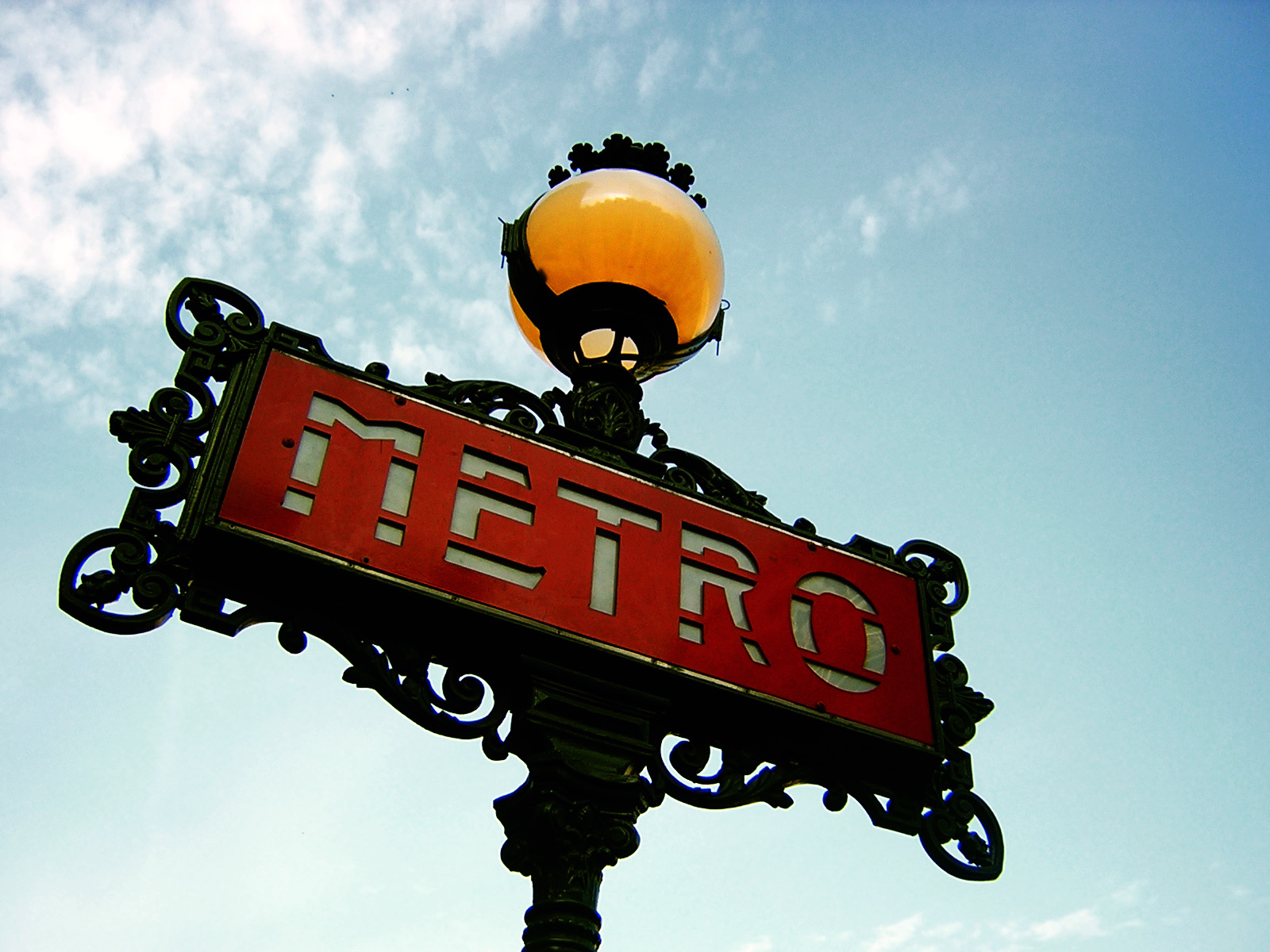
Pariser Metro-Schild – „… bis sie bemerkte, daß ganz in ihrer Nähe ein auf dem Bürgersteig aufgestelltes Werk barocker Schmiedekunst die ergänzende Inschrift Metro trug.“

## Inhalt
Die kleine Göre Zazie aus der französischen Provinz trifft am Gare d’Austerlitz in Paris ein. Ihre Mutter will am Wochenende ein ungestörtes Liebesabenteuer verleben und vertraut ihre altkluge Tochter der Obhut ihres Onkels Gabriel an. Zazies sehnlichster Wunsch ist eine Fahrt mit der Pariser Metro; umso größer ist die Enttäuschung, als diese wegen eines Streiks außer Betrieb ist. So lernt Zazie erst einmal ihre neue Umgebung kennen: den Onkel Gabriel, der angeblich als Nachtwächter arbeitet, dessen sanfte Frau Marceline, den Kneipier Turandot, seine Kellnerin Mado Ptits-pieds, der vom Taxifahrer Charles der Hof gemacht wird, den Schuster Gridoux sowie Turandots Papagei Laverdure, der alles und jeden mit dem Satz „Du quasselst, du quasselst, das ist alles, was du kannst“ kommentiert. Der Lieblingssausspruch der begeistert fluchenden Zazie ist dagegen „am Arsch“.
Bald wird es Zazie bei ihrem Onkel zu langweilig, und am nächsten Morgen büxt sie aus, um auf eigene Faust Paris zu erkunden. Als Turandot sie einfangen will, schreit Zazie laut um Hilfe, er wolle sie belästigen. Im entstehenden Menschenauflauf gelingt ihr die Flucht. Sie trifft den Trödler Pedro Surplus, der tatsächlich die Absicht zu haben scheint, sie zu belästigen. Allerdings beschwatzt ihn Zazie erst einmal zum Kauf einer „Cacocalo“ und eines Paars der von ihr heiß geliebten „Bludschins“. Als sie sich mit dem Paket davonstehlen will, ist es dieses Mal an Pedro, einen Menschenauflauf herbeizuzetern, indem er Zazie des Diebstahls der Bluejeans bezichtigt. Pedro gibt sich als Polizist aus, später nimmt er die Namen Trouscaillon und Bertin Poirée an. Zazie rätselt, ob er nun ein Sittlichkeitsverbrecher in der Maske eines Polizisten oder ein Polizist in der Maske eines Sittlichkeitsverbrechers in der Maske eines Polizisten ist. Als Trouscaillon-Pedro Zazie bei ihrem Onkel abliefert, kommt Gabriels wahrer Beruf ans Licht: Er tanzt als Transvestit in einer Nachtbar. Fortan interessiert sich Zazie brennend dafür, ob ihr Onkel denn auch „hormosechsuell“ sei.

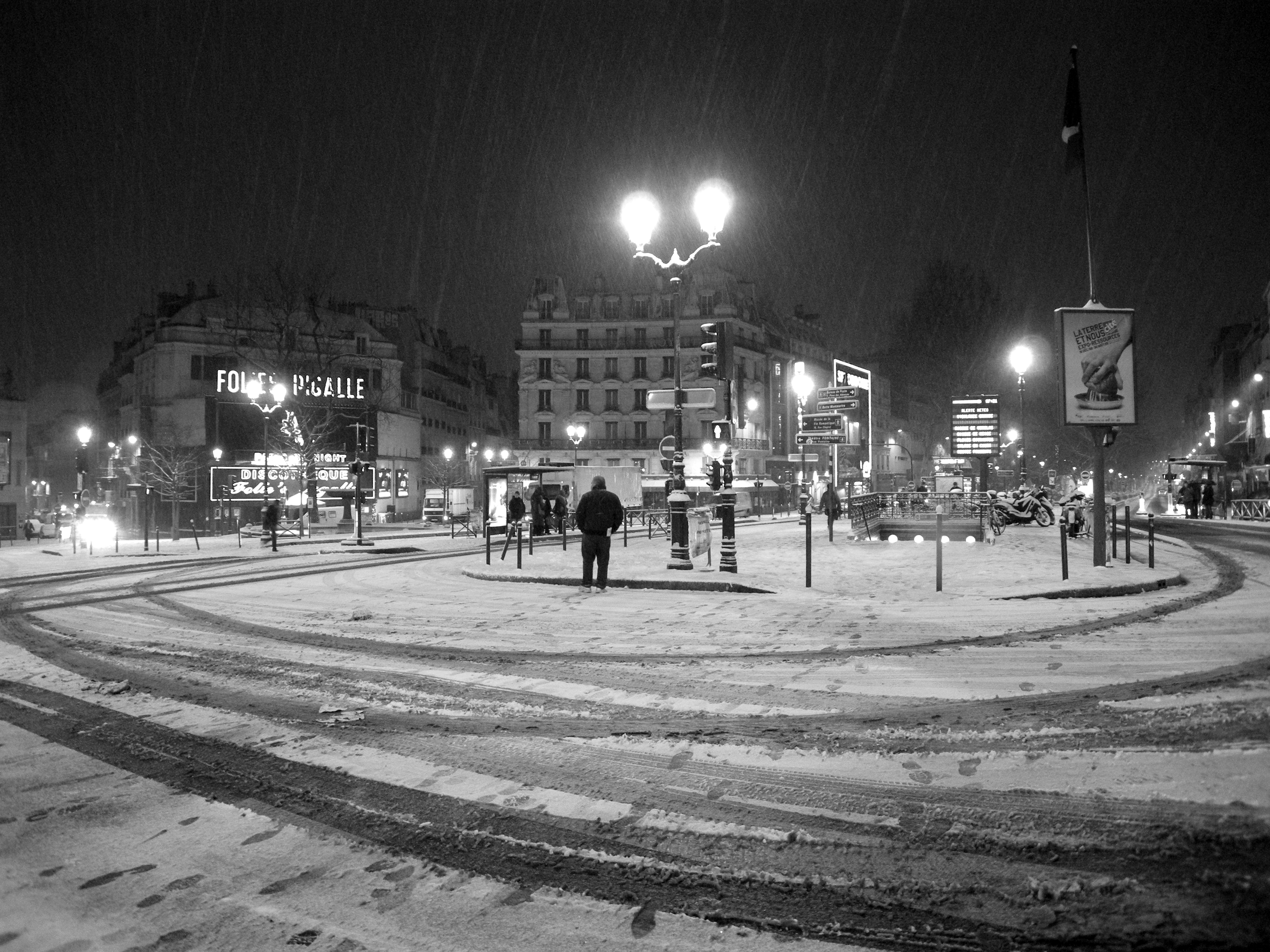
An der Pigalle kommt es zum nächtlichen Showdown.

Gabriel und Charles wollen Zazie Paris zeigen und führen sie auf den Eiffelturm. Dort treffen sie auf den Touristenführer Fédor Balanovitch samt seiner Reisegruppe. Gabriel nimmt die Touristen mit einigen philosophischen Ausführungen derart für sich ein, dass die fanatische Schar ihn kurzerhand in ihrem Reisebus entführt. Trouscaillon, die sich hinzugesellende mannstolle Witwe Mouaque und Zazie verfolgen den Bus. Die Verfolgungsjagd mündet in Onkel Gabriels Schwulenbar, wo sich die Protagonisten wieder vereinen. Dort tanzt Gabriel vor aller Augen als „Gabrielle“ den sterbenden Schwan. Die Touristen sind begeistert und brechen sogleich nach Gibraltar auf, ihrer nächsten Reiseetappe. Die verbliebene Gruppe begibt sich zum Place Pigalle, um den Abend mit einem Teller Zwiebelsuppe ausklingen zu lassen.
Im Aux Nyctalopes bringen sie die Kellner des Restaurants gegen sich auf, und es kommt zu einer handfesten Prügelei mit einer wahren Armee von „Serviettenschwenkern“. Insbesondere Gabriel zeichnet sich in der Keilerei durch immense Körperkräfte aus. Schließlich greift die Polizei ein, angeführt vom sich nun Harun Alraschid nennenden Trouscaillon. Unter der Salve einer Maschinenpistole stirbt die Witwe Mouaque, die mit ihren letzten Worten der entgangenen Pension nachtrauert. Dem Rest der Gruppe gelingt die Flucht, ehe er sich in alle Himmelsrichtungen verstreut. Die in einen Marcel verwandelte Marceline begleitet Zazie zum Bahnhof. Der Streik ist beendet, die Metro fährt wieder, doch Zazie verschläft die Fahrt wie schon den Großteil des vergangenen Abends. Als ihre Mutter sie am Bahnhof abholt, weiß Zazie als Antwort auf die Frage, was sie das Wochenende über getan habe, nur zu sagen: „Ich bin älter geworden.“

## Interpretation

### Handlung

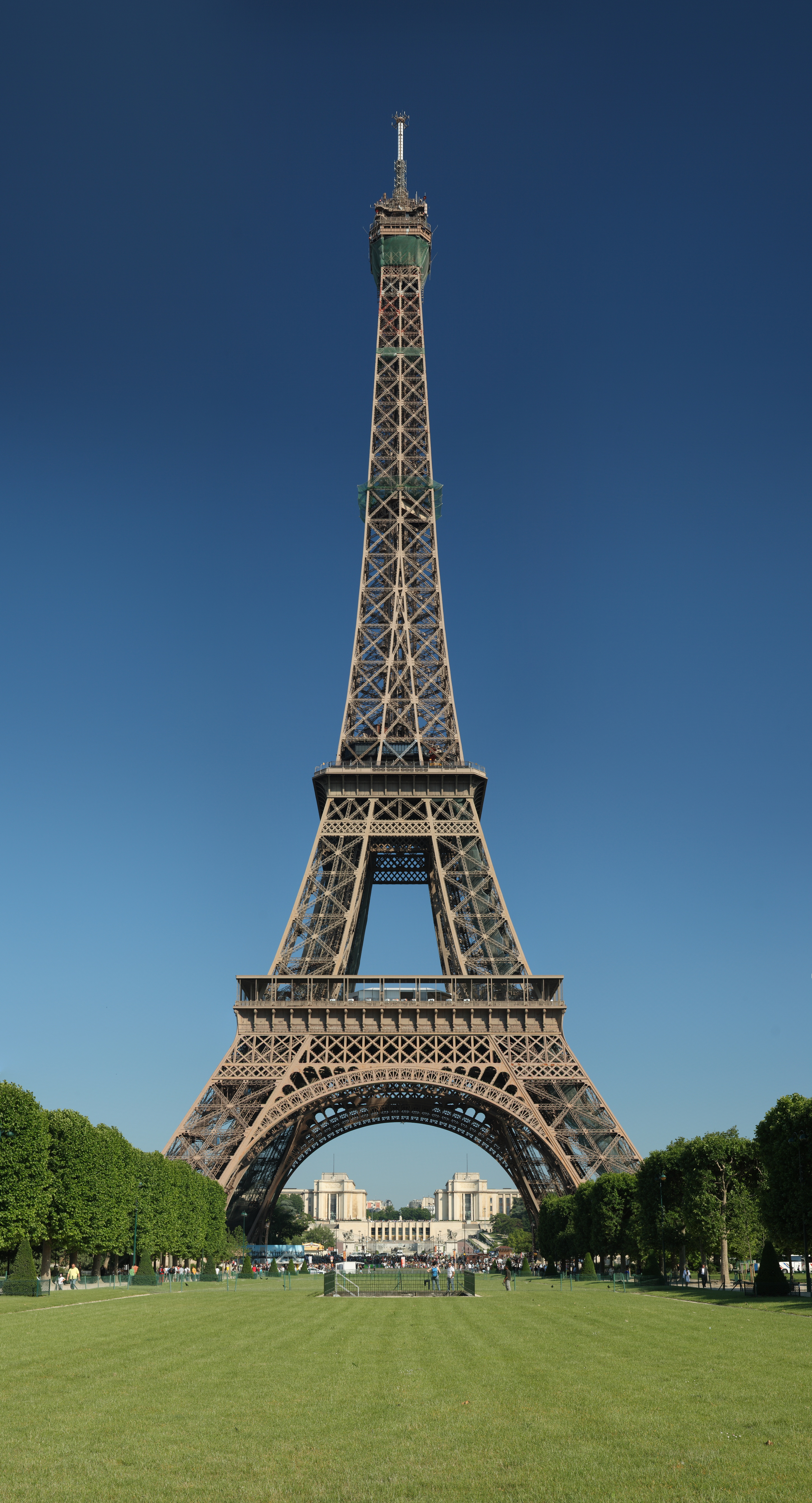
An Zazies Besuch auf dem Eiffelturm spiegelt sich der Roman.

Der Roman bietet dem Leser keinen kohärenten, logisch nachvollziehbaren Handlungsablauf. Lediglich Zeit und Ort bleiben fixiert: Der Roman spielt an einem Wochenende in Paris von Zazies Ankunft Freitagabend bis zur Abfahrt Sonntag früh. Doch selbst Örtlichkeiten werden in Frage gestellt, als schon zu Beginn Gabriel und Charles, der als Taxifahrer eigentlich die Pariser Sehenswürdigkeiten kennen sollte, streiten, ob sie Zazie gerade das Panthéon oder den Gare de Lyon, den Invalidendom oder bloß die Kaserne von Reuilly präsentieren. Bereits hier wird offenkundig, dass der Roman keine Wahrheiten feststellen oder Botschaften jedweder Art verkünden will. Stattdessen betreibt Queneau laut Mona Wodsak das Spiel mit der Umkehrung und Aufhebung vermeintlicher Sicherheiten. Scheinbare Fakten werden in Frage gestellt, verwandeln sich in ihr Gegenteil; Informationen werden sofort zurückgenommen. In einer Rede Gabriels kommentiert Queneau seinen eigenen Roman: „Paris ist nur ein Trugbild. Gabriel ein (charmanter) Traum, Zazie das Trugbild eines Traums (oder eines Alptraums) und diese ganze Geschichte das Trugbild eines Trugbilds, der Traum eines Traums, kaum mehr als das in die Maschine getippte Delirium eines idiotischen Romanciers (oh! verzeihung).“
Trotz seiner surrealistischen Elemente folgt Zazie dans le métro nach Ansicht Andreas Blanks stärker als andere Werke Queneaus dem Modell des klassischen französischen Romans. Doch hat Queneau auch moderne Romantechniken eingesetzt, etwa im spiegelbildlichen Aufbau sowohl einzelner Kapitel als auch des ganzen Romans, der um den „Höhepunkt“ des achten Kapitels gruppiert ist, als auf der Spitze des Eiffelturms über Sexualität und an seinem Fuß über die Frage von Sein und Schein philosophiert wird, zwei Kernthemen des Romans. Daneben ziehen sich verschiedene Leitmotive und leitmotivisch verwendete Floskeln durch die Handlung: Marcelines Sanftheit, Gabriels angebliche Homosexualität, Zazies kommentierende Wendung „am Arsch“.
Der Aufbau des Romans folgt keinem durchgehenden Spannungsbogen; immer wieder reißen die Handlungsfäden ab, werden Erwartungen des Lesers an eine bestimmte Entwicklung mit einem Umschlag des Geschehens beantwortet. Zazie, die eben noch Turandot der Unzucht bezichtigt hat, wird im nächsten Moment von Pedro als Diebin angeklagt; der vermeintliche Sittenstrolch liefert Zazie wohlbehalten zu Hause ab; der angebliche Nachtwächter Gabriel entpuppt sich als Transvestit; als unfreiwilliger Führer einer Reisegesellschaft wird er selbst zum Entführten. Die Abenteuer, die Zazie in zwei Tagen in Paris erlebt, sind allein durch den Zufall bestimmt. Im Gegensatz zum Abenteuerroman, bei dem zufällige Erlebnisse der Bewährung des Helden dienen, lernt Zazie nichts aus ihnen. Sie ist am Ende nicht reifer, nur älter geworden. Die Erlebnisse waren laut Günter Berger ein Kreislauf ohne Fortentwicklung.

### Figuren
Die Figuren des Romans bleiben in vielen ihrer Merkmale unbestimmt. So erfährt der Leser über Zazie weder ihr Alter noch ihre Haar- und Augenfarbe oder ihre Kleidung – mit Ausnahme der Bluejeans. Auch die anderen Figuren sind keine psychologisch gezeichneten, in ihrer Lebensweise stimmigen Charaktere. Die Kürze des erzählten Lebensausschnitts sowie die Zufälligkeit der Ereignisse ermöglichen keine Entwicklung, nicht einmal eine Erlebnistiefe. Lediglich der Papagei Laverdure, die eigentlich durch ihren immer gleichen Satz am meisten festgelegte Figur, nimmt eine Entwicklung. Unter Schock hat er „eine andere Platte aufgelegt“ und murmelt plötzlich „charmanter Abend, charmanter Abend“. Seine Transformation geht noch weiter, als er sich in den Chor der Menschen einreiht: „Sieh mal an, machten Gabriel, Turandot, Gridoux und Laverdure im Chor.“ Am Ende tauscht er gar die Rolle mit seinem Besitzer Turandot: „Na denn, auf Wiedersehen Jungens, sagte Laverdure. – Du quasselst, du quasselst, sagte Turandot, das ist alles, was du kannst.“
Nicht nur der Papagei, auch die menschlichen Charaktere fallen im Verlauf des Romans mehrfach aus ihrer Rolle. Am auffälligsten ist die Figur Trouscaillon, die bereits durch ihren Namen als Komposition von „trousser“ (im Argot für ein Mädchen flachlegen) und „caille“ (Hure) festgelegt ist. Trouscaillon-Pedro wechselt wie Proteus beständig seine Rolle. Sein eigenes Verwirrspiel verwirrt ihn selbst derart, dass er sich am Abend nicht mehr an die Rolle des Morgens erinnern kann. Beim abschließenden Auftritt als Harun Alraschid kommentiert er dies: „Ich bin ich, der, den ihr gekannt und manchmal schlecht wiedererkannt habt“, der „den Anschein der Ungewissheit und des Irrtums“ verbreite. Queneau bezeichnete ihn als die „wesentliche Figur des Buchs“.
Auch andere Figuren spielen mehrere Rollen zugleich: Zazie ist frühreif und gleichzeitig kindlich unschuldig, obwohl sie in ihrem Wissen ihrem Alter voraus scheint, verfällt sie immer wieder in das Quengeln eines Kleinkinds. Gabriel ist robust in Prügeleien und gibt sich gleichzeitig manieriert feinsinnig; trotz seines Körperumfangs bewegt er sich mit eleganter Grazie. In der Witwe Mouaque verknüpft sich ausgeprägte Prüderie mit hemmungsloser Mannstollheit. Mado und Charles agieren abwechselnd romantisch und abgeklärt-realistisch, hetero- und homoerotisch. Die stets bloß als sanft beschriebene Marceline, der auch Trouscaillon zwischenzeitlich in Gabriels Abwesenheit den Hof macht, wird auf der letzten Seite ganz beiläufig zum Mann.

### Sprache

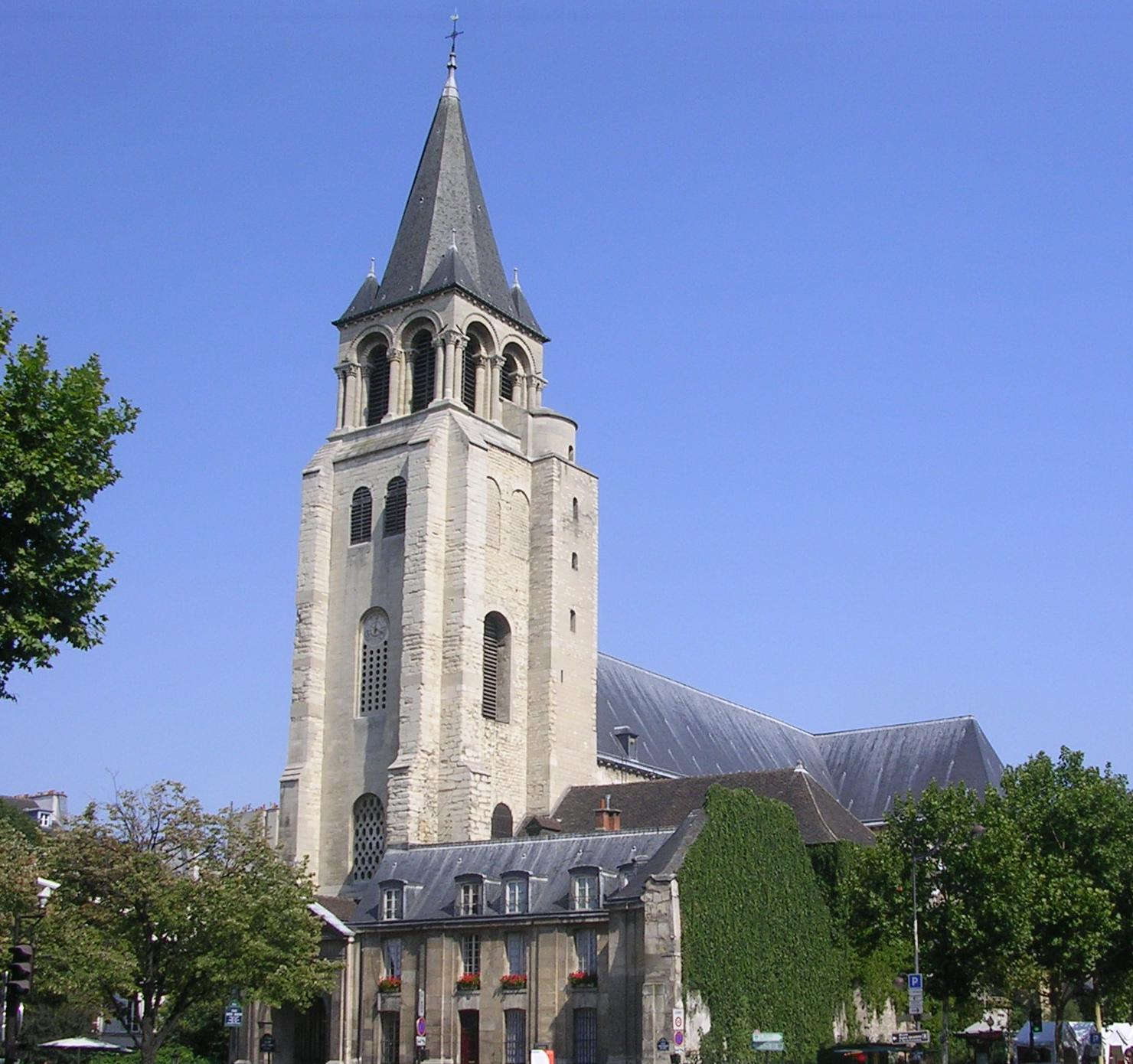
Saint-Germain-des-Prés wird in der „ortograf fonétik“ zu „Sänktschermängdeprä“.

Die Beliebigkeit der inhaltlichen Elemente des Romans lenkt den Blick des Lesers auf seinen eigentlichen Gegenstand: die Sprache, die laut Mona Wodsak zum Selbstzweck wird. Der Roman bedient sich der verschiedensten Stile, vermengt Sprach- und Wortspiele, Zitate aller Art, Archaismen, Fachtermini und Neologismen. Bereits das erste Wort leitet den Roman mit einem solchen ein: „Fonwostinktsnso?“ (im Original: Doukipudonktan) – Woher stinkt es denn so, eine Frage, die sich der wartende Gabriel auf dem Bahnhof stellt. Queneau setzt hier Umgangssprache in eine schriftliche Form, die er selbst als „ortograf fonétik“ bezeichnet, eine phonetische Orthographie. Zwar verwendet Queneau diese Technik nicht durchgängig, aber allein an 62 Stellen in den ersten beiden Kapiteln. Laut Wodsak dienen die Wortschöpfungen in erster Linie als aus dem übrigen Textfluss herausstechende Provokationselemente für den Leser. Im Unterschied zur detailgetreu wiedergegebenen Dialogsprache der Figuren wird ihre Gestik bloß angedeutet, ebenso wie ein Abbruch der Kommunikation: „Wo denken Sie hin (Gebärde). Dazu hab ich gar keine Zeit gehabt, bei alldem, was passiert ist (Schweigen).“
Queneau kontrastiert die Umgangssprache immer wieder mit bildungssprachlichen Einschüben. Die einzelnen Figuren behalten keinen durchgängigen Sprachstil; selbst der Erzähler wechselt sein sprachliches Niveau und gelangt sogar manchmal bei der Gaunersprache des Argot an. Auch Gabriels hochtrabender philosophischer Exkurs am Fuß des Eiffelturms, in dem er zu Beginn Sartres Hauptwerk Das Sein und das Nichts mit Shakespeares Hamlet-Monolog mixt, bricht am Ende in umgangssprachlichen Plattitüden ab: „Das Sein oder das Nichts, das ist das Problem. Hinauf, hinab, gehen, kommen, soviel tut der Mensch, bis er am Ende verschwindet.“ Für Günter Berger wird der Roman in seiner Gesamtheit nicht bloß zu einem Dialog der handelnden Figuren, sondern zum Dialog der unterschiedlichen Stimmen und Sprachebenen, die nicht an bestimmte Figuren gebunden bleiben. Während Queneau in der Vergangenheit stets die Sprachreform eines „néo-français“ propagiert hatte, folgte er laut Andreas Blank in Zazie dans le métro nicht mehr einer konsequenten neuen Literatursprache, sondern stellte die verschiedenen Diskurstraditionen spielerisch einander gegenüber. Durch Übertreibungen und sprachliche Kontraste rege er den Leser zu einer Reflexion über die Vielfalt des eigenen Sprachgebrauchs an.

## Übersetzungen
Die deutsche Übersetzung Eugen Helmlés ist umstritten. Helmlé selbst erklärte: „Probleme für den Übersetzer sind überhaupt die recht häufigen Wortbildungen und Neuschöpfungen Queneaus. Es ist in den meisten Fällen einfach unmöglich, den Witz und alle Vieldeutigkeiten herüberzuretten, die in der Vorlage enthalten sind.“ Wolfgang Koeppen lobte die Übersetzung ausdrücklich: „Eugen Helmlé ist die sehr schwere Aufgabe, Queneaus Anti-Sprache zu übersetzen, glänzend gelungen.“ Auch Joseph Hanimann sprach mehr als vierzig Jahre später noch von einer „fabelhaften Übersetzung“. Walter Widmer urteilte dagegen, „der Geist Queneaus ist zuschanden gemacht, in billigstes, vulgärstes Allerweltsdeutsch verbiedert, ganz abgesehen von den Fehlern, von denen die Verdeutschungen wimmeln.“
Spätere sprach- und literaturwissenschaftliche Untersuchungen wiesen der Übersetzung im Detail Ungenauigkeiten und eine auf den Inhalt fixierte Orientierung nach, die viele Nuancen des Originals verlor. So urteilte Monika Wodsak: „[D]ie originelle Sprache Queneaus ist verarmt zu einem standardisierten, an der Normsprache orientierten Einheits-Schriftdeutsch, das gelegentlich durch bizarr-absurde, für den Leser nicht nachvollziehbare Formulierungen unterbrochen wird.“ Insbesondere viele intertextuelle Anspielungen Queneaus verloren für Günter Berger in der Übersetzung ihre Bedeutung. Er sah „auch noch in der überarbeiteten Version große Schwächen“ der deutschen Übertragung.
Im Jahr 2019 übersetzte Frank Heibert den Roman für den Suhrkamp Verlag neu. Er beschrieb „das unbändige Vergnügen, Raymond Queneau zu übersetzen“, das in ihm einen „Überschuss an albernen Ideen“ geweckt habe, die allerdings häufig der Endversion zum Opfer fielen. Helmlés Erstübersetzung nannte er „ein bisschen staubig“. Dieser habe sich „auf den experimentellen Aspekt konzentriert und vieles mit großer Wörtlichkeit behandelt“. Im Unterschied hat Heibert etwa die Namen mancher Protagonisten mit einer ins Deutsche übertragenen Bedeutung ausgestattet. So wird aus „Madame Lalochère“ nun eine „Madame Grossestittes“. Barbara Vinken lobt die „unglaublich fantastische deutsche Übersetzung“, durch die „die schillernden Abgründe des modernen Klassikers“ geöffnet werden. Für Klaus Nüchtern klappt der Kompromiss, den die Neuübersetzung unternimmt, um die verschiedenen Jargons zu mixen und dabei einen in der Nachkriegszeit spielenden Roman sprachlich zu modernisieren, nicht durchweg. Überhaupt hinterlässt für ihn „die Wiederbegegnung mit Zazie gemischte Gefühle“, da die „Zotig- und Schlüpfrigkeiten“ heute „eher verklemmt als kühn wirken“ und die Sprachspiele häufig bloß „mattes Avantgardistengewitzel“ seien.

## Rezeption
Zazie dans le métro wurde direkt nach der Veröffentlichung zum Bestseller. Bereits in den ersten beiden Wochen wurden 28.000 Exemplare des Romans verkauft, im ersten Jahr 100.000, in den ersten beiden Jahren 315.000. Im Jahr 2001 war die Gesamtauflage auf über eine Million Bücher angestiegen, wobei in diese Zahl die Übersetzungen nicht eingerechnet sind. Der Roman verkaufte sich damit deutlich besser als alle anderen Werke Queneaus, er gehört zu den auflagenstärksten Werken der französischen Literatur des zwanzigsten Jahrhunderts. Zu besonderer Popularität gelangte die Figur Zazie. Sie wurde als „Gestalt der heutigen französischen Folklore“ eingeordnet oder zur „nationalen Institution“ stilisiert und in ihrem Einfluss mit Colettes Gigi verglichen. Bei einer Umfrage aus dem Jahr 1999 nach den 100 Büchern des Jahrhunderts von Le Monde unter französischen Lesern landete Zazie in der Metro auf Rang 36. 2009 brachte Gallimard eine Ausgabe für Leser „à partir de 12 ans“ mit Titelbild und Illustrationen von Catherine Meurisse heraus.
Die zeitgenössischen französischen Kritiken waren mit wenigen Ausnahmen positiv. Roland Barthes sah Zazie dans le métro in der äußeren Form eines „gut gemachten“ Romans auftreten, der alle „Qualitäten“ der Gattung bediene. Sobald sich aber der Roman eingeführt habe, hebe Queneau dessen Sicherheit auf. Alles werde doppeldeutig, gespalten, unreal: Der Roman sei „eine Parodie, die von innen heraus unterminiert, ihre Form maskiert eine skandalöse Inkongruenz.“ Queneau „übernimmt die literarische Maske, um gleichzeitig seinen Finger auf sie zu richten.“ Dennoch gelinge ihm in seiner Infragestellung der Literatur „eine brillante Komödie, gereinigt von allen Aggressionen.“
Auch die ausländischen Ausgaben wurden überwiegend positiv aufgenommen, wobei allerdings die Verluste der Sprachspiele durch die Übersetzung bedauert wurden. Wolfgang Koeppen sprach vom „amüsantesten und charmantesten Anti-Roman“. Er sei „aus der Sprache entstanden. Die Sprache wuchert, die Sprache träumt, sie träumt von Zazie und ihren Begegnungen.“
Zazie dans le métro, der dreizehnte von fünfzehn Romanen Raymond Queneaus, blieb sein größter Publikumserfolg. Obwohl von unterschiedlicher Thematik wurde der Roman mit Nabokovs Lolita verglichen. Gilbert Adair betonte, beide Autoren waren keineswegs bloße Ein-Buch-Autoren und wurden dennoch in der Öffentlichkeit vor allem mit der jungen Titelheldin ihres größten Erfolgs identifiziert. So titelte eine Pariser Zeitung nach Queneaus Tod mit der Schlagzeile: „Zazie ist in Trauer“.

## Bearbeitungen
- 1960 verfilmte Louis Malle den Roman mit Catherine Demongeot in der Titelrolle und Philippe Noiret als Onkel Gabriel. In Deutschland kam der Film unter dem Titel Zazie in die Kinos, allerdings erst nach stark zensierenden Eingriffen in die als anstößig bewerteten Dialoge und der Entfernung homosexueller Anspielungen.[39] Für das Lexikon des internationalen Films „inszenierte Louis Malle eine groteske Kinokomödie, wobei er den Sprachwitz der Vorlage konsequent in Bilder zu übersetzen versuchte.“ Der Film wurde so „zu einem beispielhaften Werk der französischen ‚Nouvelle Vague‘“.

- Der Roman wurde mehrfach für die Bühne adaptiert.
- Als Comic (Bande dessinée, kurz: BD) umgesetzt wurde der Roman bislang zweimal: Jacques Carelman (1929–2012) schuf 1966 eine erste Adaption, 2008 erschien in der Collection Fétiche bei Gallimard Zazie dans le métro, d'après l'oeuvre de Raymond Queneau von Clément Oubrerie (* 1966).[40]

### Textausgaben
- Raymond Queneau: Zazie dans le métro. Éditions Gallimard, Paris 1959 (Erstausgabe).
- Raymond Queneau: Zazie dans le métro. Éditions Gallimard, Reihe Folio Bd. 103, Paris 1989, ISBN 2-07-036103-9 (Taschenbuch).
- Raymond Queneau: Zazie in der Metro. Deutsch von Eugen Helmlé. Suhrkamp, Frankfurt am Main 1989, ISBN 3-518-38098-2. Auf diese Ausgabe beziehen sich die zitierten Seitenzahlen.
- Raymond Queneau: Zazie dans le métro. Mit Illustrationen von Catherine Meurisse, Éditions Gallimard, Gallimard Jeunesse, Reihe Folio Junior, Paris, 2009, ISBN 9782070623198.
- Raymond Queneau: Zazie in der Metro. Neuübersetzung von Frank Heibert. Suhrkamp, Frankfurt am Main 2019, ISBN 978-3-518-42861-0.

### Sekundärliteratur
deutsch
- Günter Berger: Der Roman in der Romania. Neue Tendenzen nach 1945. Narr, Tübingen 2005, ISBN 3-8233-6147-3, S. 73–85.
- Andreas Blank: Literarisierung von Mündlichkeit. Louis Ferdinand Céline und Raymond Queneau. Narr, Tübingen 1991, ISBN 3-8233-4554-0, S. 291–304.
- Philipp Heidepeter/Ursula Reutner: Le songe d'un rêve ou d'un cauchemar? Neue Ansätze zum Übersetzungsvergleich am Beispiel der stilistischen (Un-)Treue in den deutschen Fassungen von Zazie dans le métro. In: Zeitschrift für Französische Sprache und Literatur 130/2, 2020, S. 128–159.
- Ursula Reutner/Philipp Heidepeter: ‚Clainefousse‘, ‚Grossetittes‘ und ‚Besatzung hautnah‘: Zur Sichtbarkeit der deutschen Übersetzer im Umgang mit Namen und Kulturspezifika in ‚Zazie dans le métro‘. In: Birgit Neumann (Hrsg.): Die Sichtbarkeit der Übersetzung – Zielsprache Deutsch. Narr, Tübingen 2021, ISBN 978-3-8233-9465-5, S. 75–94.
- Monika Wodsak: Un délire tapé à la machine par un romancier idiot’? Zum Problem der Übersetzung von Raymond Queneaus „Zazie dans la métro“. In: Henning Krauß (Hrsg.): Offene Gefüge. Literatursystem und Lebenswirklichkeit. Festschrift für Fritz Nies zum 60. Geburtstag. Narr, Tübingen 1994, ISBN 3-8233-4128-6, S. 295–316.

französisch / englisch
- Roland Barthes: Zazie et la littérature. In: Barthes: Essais critiques. Éditions du Seuil, Paris 1964, ISBN 2-02-001923-X, S. 125–130.
- Michel Bigot: „Zazie dans le métro“ de Raymond Queneau. Éditions Gallimard, Paris 1994, ISBN 2-07-038636-8.
- W. D. Redfern: Queneau: Zazie dans le métro. Grant & Cutler, London 1980, ISBN 0-7293-0086-2